# Radúz a Mahulena (film, 1970)
Radúz a Mahulena je český pohádkový film režiséra Petra Weigla z roku 1970 s Magdou Vášáryovou a Janem Třískou v hlavní roli a hudbou Josefa Suka podle scénáře Josefa Topola. Jde o filmovou adaptaci stejnojmenné divadelní hry Julia Zeyera z roku 1896.
Jde o filmové ztvárnění jednoho z nejznámějších poetických divadelních děl básníka Julia Zeyera, které tematicky čerpá ze slovenské lidové pohádky známé ze sbírek Pavola Dobšinského Radúz a Ludmila a které je dodnes i stále pravidelně hráno českými divadly. Pohádka vypráví klasický pohádkový příběh strastiplné pouti dvou mladých lidí, prince Radúze a princezny Mahuleny ze dvou sousedních znepřátelených podtatranských království, kteří musí při své lásce překonávat nejrůznější nástrahy, protivenství čáry a kouzla.

## Základní údaje
- Radúz a Mahulena (Československo, 1970)
- Režie: Petr Weigl
- Scénář: Josef Topol, Petr Weigl
- Kamera: Jiří Kadaňka
- Hudba: Josef Suk
- barevný film, délka 115 minut

## Hrají
| Jan Tříska             | Radúz      |
| Magda Vášáryová        | Mahulena   |
| Jiří Adamíra           | Stojmír    |
| Jaroslava Adamová      | Runa       |
| Naďa Urbánková         | Prija      |
| Jaroslava Obermaierová | Živa       |
| Dana Medřická          | Nyola      |
| Vladimír Ráž           | Radovid    |
| Vladimír Menšík        | Vratko     |
| Richard Záhorský       | dřevorubec |
| Václav Mareš           | Přibina    |
| Petr Svojtka           | Pěvec      |
| František Michálek     | herold     |
| Jiří Hospoda           | milenec    |
| Miroslav Kůra          | tanečník   |
| Marie Popelková        | dvořanka   |
| Otakar Brousek         | vypravěč   |